# ろくろ首

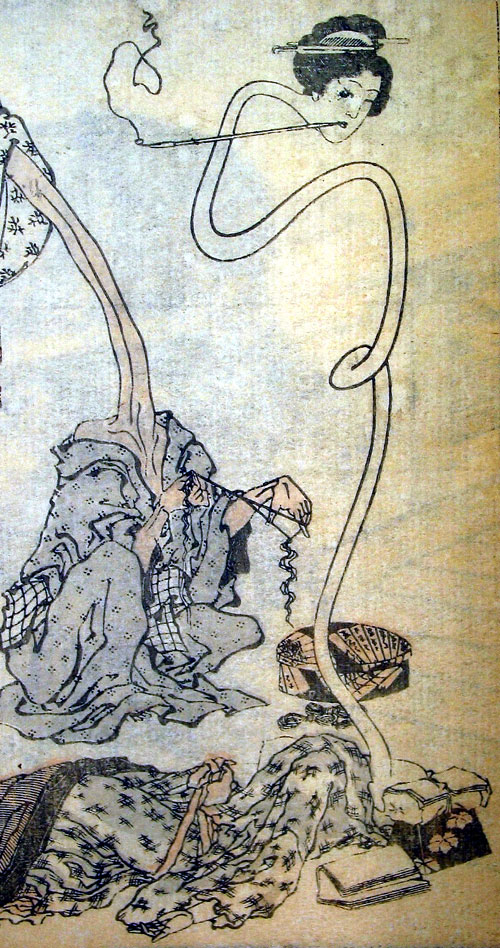
葛飾北斎『北斎漫画』より「轆轤首」

ろくろ首（ろくろくび、轆轤首、飛頭蛮）は、日本の妖怪の一種。ろくろっ首。
大別して、首が伸びるものと、首が抜け頭部が自由に飛行するものの2種が存在する。古典の怪談や随筆によく登場し、妖怪画の題材となることも多いが、ほとんどは日本の怪奇趣味を満足させるために創作されたものとの指摘もある。

## 語源
ろくろ首の名称の語源は、
- ろくろを回して陶器を作る際の感触[4]
- 長く伸びた首が井戸のろくろ（重量物を引き上げる滑車）に似ている[5]
- 傘のろくろ（傘の開閉に用いる仕掛け）を上げるに従って傘の柄が長く見える[4][6]

などの説がある。

## ろくろ首の種類
外見上は普通の人間とほとんど変わらないが、首が胴体から離れて浮遊する抜け首タイプと、首だけが異常に伸びるタイプに分かれる。

### 首が抜けるろくろ首（抜け首）
こちらの首が抜けるものの方が、ろくろ首の原型とされている。このタイプのろくろ首は、夜間に人間などを襲い、血を吸うなどの悪さをするとされる。首が抜ける系統のろくろ首は、首に梵字が一文字書かれていて、寝ている（首だけが飛び回っている）ときに、本体を移動すると元に戻らなくなることが弱点との説もある。古典における典型的なろくろ首の話は、夜中に首が抜け出た場面を他の誰かに目撃されるものである。

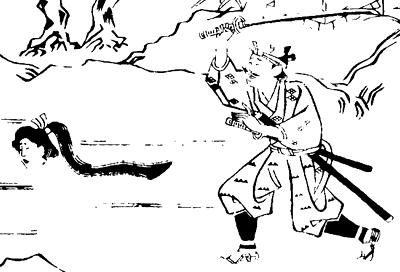
『曽呂利物語』より「女の妄念迷ひ歩く事」

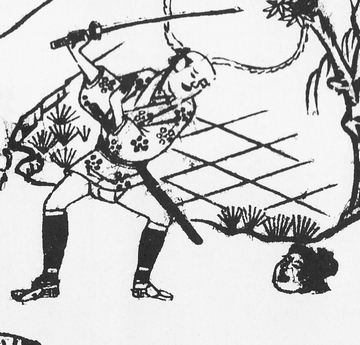
『諸国百物語』より「ゑちぜんの国府中ろくろ首の事」

抜け首は魂が肉体から抜けたもの（離魂病）とする説もあり、『曽呂利物語』では「女の妄念迷ひ歩く事」と題し、女の魂が睡眠中に身体から抜け出たものと解釈している。同書によれば、ある男が、鶏や女の首に姿を変えている抜け首に出遭い、刀を抜いて追いかけたところ、その抜け首は家へ逃げ込み、家の中からは「恐い夢を見た。刀を持った男に追われて、家まで逃げ切って目が覚めた」と声がしたという（画像参照）。
『曾呂利物語』からの引き写しが多いと見られている怪談集『諸国百物語』でも「ゑちぜんの国府中ろくろ首の事」と題し、女の魂が体から抜け出た抜け首を男が家まで追いかけたという話があり（画像参照）、この女は罪業を恥じて夫に暇を乞い、髪をおろして往生を遂げたという。
橘春暉による江戸時代の随筆『北窻瑣談』でもやはり、魂が体から抜け出る病気と解釈している。寛政元年に越前国（現・福井県）のある家に務めている下女が、眠っている間に枕元に首だけが転がって動いていた話を挙げ、実際に首だけが胴を離れるわけはなく、魂が体を離れて首の形を形作っていると説明している。
妖怪譚の解説書の性格を備える怪談本『古今百物語評判』では「絶岸和尚肥後にて轆轤首を見給ふ事」と題し、肥後国（現・熊本県）の宿の女房の首が抜けて宙を舞い、次の日に元に戻った女の首の周りに筋があったという話を取り上げ、同書の著者である山岡元隣は、中国の書物に記されたいくつかの例をあげて「こうしたことは昔から南蛮ではよく見られたことで天地の造化には限りなく、くらげに目がないなど一通りの常識では計り難く、都では聞かぬことであり、すべて怪しいことは遠国にあることである」と解説している。また香川県大川郡長尾町多和村（現・さぬき市）にも同書と同様、首に輪のような痣のある女性はろくろ首だという伝承がある。随筆『中陵漫録』にも、吉野山の奥地にある「轆轤首村」の住人は皆ろくろ首であり、子供の頃から首巻きを付けており、首巻きを取り去ると首の周りに筋があると記述されている。
松浦静山による随筆『甲子夜話』続編によれば、常陸国である女性が難病に冒され、夫が行商人から「白犬の肝が特効薬になる」と聞いて、飼い犬を殺して肝を服用させると、妻は元気になったが、後に生まれた女児はろくろ首となり、あるときに首が抜け出て宙を舞っていたところ、どこからか白い犬が現れ、首は噛み殺されて死んでしまったという。
これらのように、ろくろ首・抜け首は基本的に女性であることが多いが、江戸時代の随筆『蕉斎筆記』には男の抜け首の話がある。ある寺の住職が夜寝ていると、胸の辺りに人の頭がやって来たので、それを手にして投げつけると、どこかへ行ってしまった。翌朝、寺の下男が暇を乞うたので、訳を聞くと「昨晩、首が参りませんでしたか」と言う。来たと答えると「私には抜け首の病気があるのです。これ以上は奉公に差し支えます」と、故郷の下総国へ帰って行った。下総国にはこの抜け首の病気が多かったとされる。
根岸鎮衛による随筆『耳嚢』では、ろくろ首の噂のたてられている女性が結婚したが、結局は噂は噂に過ぎず、後に仲睦まじい夫婦生活を送ったという話がある。本当のろくろ首ではなかったというこの話は例外的なもので、ほとんどのろくろ首の話は上記のように、正体を見られることで不幸な結果を迎えている。
江戸時代の百科事典『和漢三才図会』では後述の中国のものと同様に「飛頭蛮」の表記をあて、耳を翼のように使って空を飛び、虫を食べるものとしているが、中国や日本における飛頭蛮は単なる異人に過ぎないとも述べている。

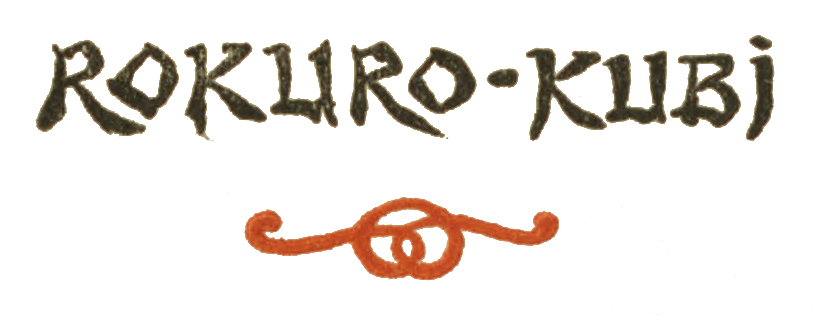

小泉八雲の作品『ろくろ首』にも、この抜け首が登場する。もとは都人（みやこびと）で今は深山で木こりをしている一族、と見せかけて旅人を食い殺す、という設定で描かれている。

### 首が伸びるろくろ首

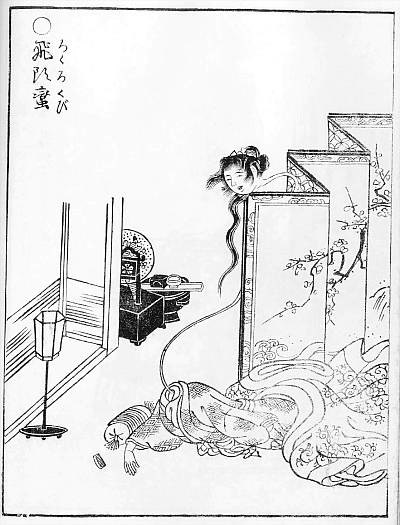
鳥山石燕『画図百鬼夜行』より「飛頭蛮」。ただしこの画の「首」は胴と頭をつなぐ糸であるとも。

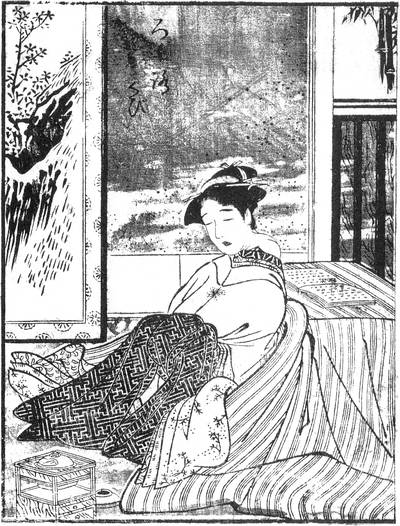
十返舎一九『列国怪談聞書帖』より「ろくろ首」

水木しげるロードに設置されている「ろくろくび」のブロンズ像。

「寝ている間に人間の首が伸びる」という話は、江戸時代以降『武野俗談』『閑田耕筆』『夜窓鬼談』などの文献にたびたび登場する。
これはもともと、ろくろ首（抜け首）の胴と頭は霊的な糸のようなもので繋がっているという伝承があり、石燕などがその糸を描いたのが、細長く伸びた首に見間違えられたからだともいわれる。
『甲子夜話』に以下の話がある。ある女中がろくろ首と疑われ、女中の主が彼女の寝ている様子を確かめたところ、胸のあたりから次第に水蒸気のようなものが立ち昇り、それが濃くなるとともに頭部が消え、見る間に首が伸び上がった姿となった。驚いた主の気配に気づいたか、女中が寝返りを打つと、首は元通りになっていた。この女中は普段は顔が青白い以外は、普通の人間と何ら変わりなかったが、主は女中に暇を取らせた。彼女はどこもすぐに暇を出されるので、奉公先に縁がないとのことだった。この『甲子夜話』と、前述の『北窻瑣談』で体外に出た魂が首の形になったという話は、心霊科学でいうところのエクトプラズム（霊が体外に出て視覚化・実体化したもの）に類するものとの解釈もある。

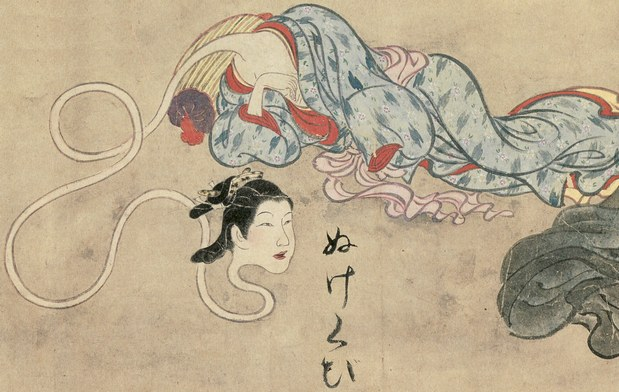
百怪図巻の抜け首

江戸後期の大衆作家・十返舎一九による読本『列国怪談聞書帖』では、ろくろ首は人間の業因によるものとされている。遠州で回信という僧が、およつという女と駆け落ちしたが、およつが病に倒れた上に旅の資金が尽きたために彼女を殺した。後に回信は還俗し、泊まった宿の娘と惹かれ合って枕をともにしたところ、娘の首が伸びて顔がおよつと化し、怨みつらみを述べた。回信は過去を悔い、娘の父にすべてを打ち明けた。すると父が言うには、かつて自分もある女を殺して金を奪い、その金を元手に宿を始めたが、後に産まれた娘は因果により生来のろくろ首となったとのことだった。回信は再び仏門に入っておよつの墓を建て、「ろくろ首の塚」として後に伝えられたという。
ろくろ首を妖怪ではなく一種の異常体質の人間とする説もあり、伴蒿蹊による江戸時代の随筆『閑田耕筆』では、新吉原のある芸者の首が寝ている間に伸びたという話を挙げ、眠ることで心が緩むと首が伸びる体質だろうと述べている。
文献のみならず口承でもろくろ首は語られており、岐阜県の明智町と岩村の間の旧街道に、ヘビが化けたろくろ首が現れたといわれている。長野県飯田市の越久保の口承では、人家にろくろ首が現れるといわれた。
文化時代には、遊女が客と添い寝し、客の寝静まった頃合に、首をするすると伸ばして行燈の油を嘗めるといった怪談が流行し、ろくろ首はこうした女が化けたもの、または奇病として語られた。またこの頃には、ろくろ首は見世物小屋の出し物としても人気を博していた。『諸方見聞録』によれば、1810年（文化7年）に江戸の上野の見世物小屋に、実際に首の長い男性がろくろ首として評判を呼んでいたことが記されている。
明治時代に入ってもろくろ首の話がある。明治初期に大阪府茨木市柴屋町の商家の夫婦が、娘の首が夜な夜な伸びる場面を目撃し、神仏にすがったが効果はなく、やがて町内の人々にも知られることとなり、いたたまれなくなってその地を転出し、消息を絶ったという。

## 類話

### 日本国外
首が胴体から離れる形質のろくろ首は、中国の妖怪「飛頭蛮」（ひとうばん、頭が胴体から離れて浮遊する妖怪）に由来するともいわれている。また、首の回りの筋という前述の特徴も中国の飛頭蛮と共通する。また同様に中国には「落頭」（らくとう）という妖怪も伝わっており、首が胴体からスポッと抜けて飛び回り、首が飛び回っている間は布団の中には胴体だけが残っている状態になる。三国時代の呉の将軍・朱桓（しゅかん）が雇った女中がこの落頭だったという話が伝わっている。耳を翼にして飛ぶという。また秦の頃には南方に「落頭民」（らくとうみん）といわれる部族民がおり、その人々は首だけを飛ばすことができたという。
また東南アジアではボルネオ島に「ポンティ・アナ」、マレーシアに「ペナンガラン」という、頭部に臓物がついてくる形で体から抜け出て、浮遊するというものである伝承がある。また、南米のチョンチョンも、人間の頭だけが空を飛び回るという姿をしており、人の魂を吸い取るとされる。
パリのディオニュシウスは首を切り落とされた後自分の頭を拾い上げ数km歩いて説教を続けたという伝承がある。アイルランドのデュラハンは片脇に自分の頭部を抱え片手で手綱を操り首無しの馬に乗る首無しの妖精とされる。
シスター・ベロニカ・ラパレリ（1620年没）は祈禱の最中に、何か目に見えぬものの力で、喉首が異常な長さに伸ばされ、その時の身長は後日の再計測時より25cm以上長かったと記録されている。
妖怪研究家・多田克己は、日本が室町時代から安土桃山時代にかけて南中国や東南アジアと貿易していた頃、これらの伝承が海外から日本へ伝来し、後に江戸時代に鎖国が行われたことから、日本独自の首の伸びる妖怪「ろくろ首」の伝承が生まれたものとみている。しかし、日本のもののように首が伸縮する事象は錯覚も含めてある程度考えられることなのに対し、海外のように首が胴から離れるということとはかけ離れているため、これら海外の伝承と日本の伝承との関連性を疑問視する声もある。

### 日本
平将門の首は刎ねられて晒し首にされた後も腐らず毎晩恨み言を語り、自分の体を探し求め宙を飛んだという伝承がある。
七尋女房という首の長い（7尋≒13メートル）妖怪が山陰に伝わる。

## ろくろ首の「実話」の信憑性
実際に首が伸びるのではなく、「本人が首が伸びたように感じる」、あるいは「他の人がその人の首が飛んでいるような幻覚を見る」という状況であったと考えると、いくつかの疾患の可能性が考えられる。例えば片頭痛発作には稀に体感幻覚という症状を合併することがあるが、これは自分の体やその一部が延びたり縮んだりするように感じるもので、例としてよくルイス・キャロルの『不思議の国のアリス』が挙げられる（不思議の国のアリス症候群）。この本の初版には、片頭痛持ちでもあったキャロル自らの挿絵で、首だけが異様に伸びたアリスの姿が描かれている（ただし後の版や、ディズニーのアニメでは体全体が大きくなっているように描かれている）。一方、ナルコレプシーによく合併する入眠時幻覚では、患者は突然眠りに落ちると同時に鮮明な夢を見るが、このときに知人の首が浮遊しているような幻覚をみた人の例の報告がある。
夢野久作の小説『ドグラ・マグラ』においては、登場人物の正木博士が「ロクロ首の怪談は、夢中遊行（睡眠時遊行症）状態の人間が夜間、無意識のうちに喉の渇きを癒すために何らかの液体を飲み、その跡を翌朝見つけた人間がそれをロクロ首の仕業であるとした所から生まれたものである」という説を立てている。
酷使された末に腺病質となって痩せ衰えた遊女が、夜に灯油を嘗めている姿の影が首の長い人間に見え、ろくろ首の話のもとになったとする説もある。

## 見世物（奇術）としてのろくろ首

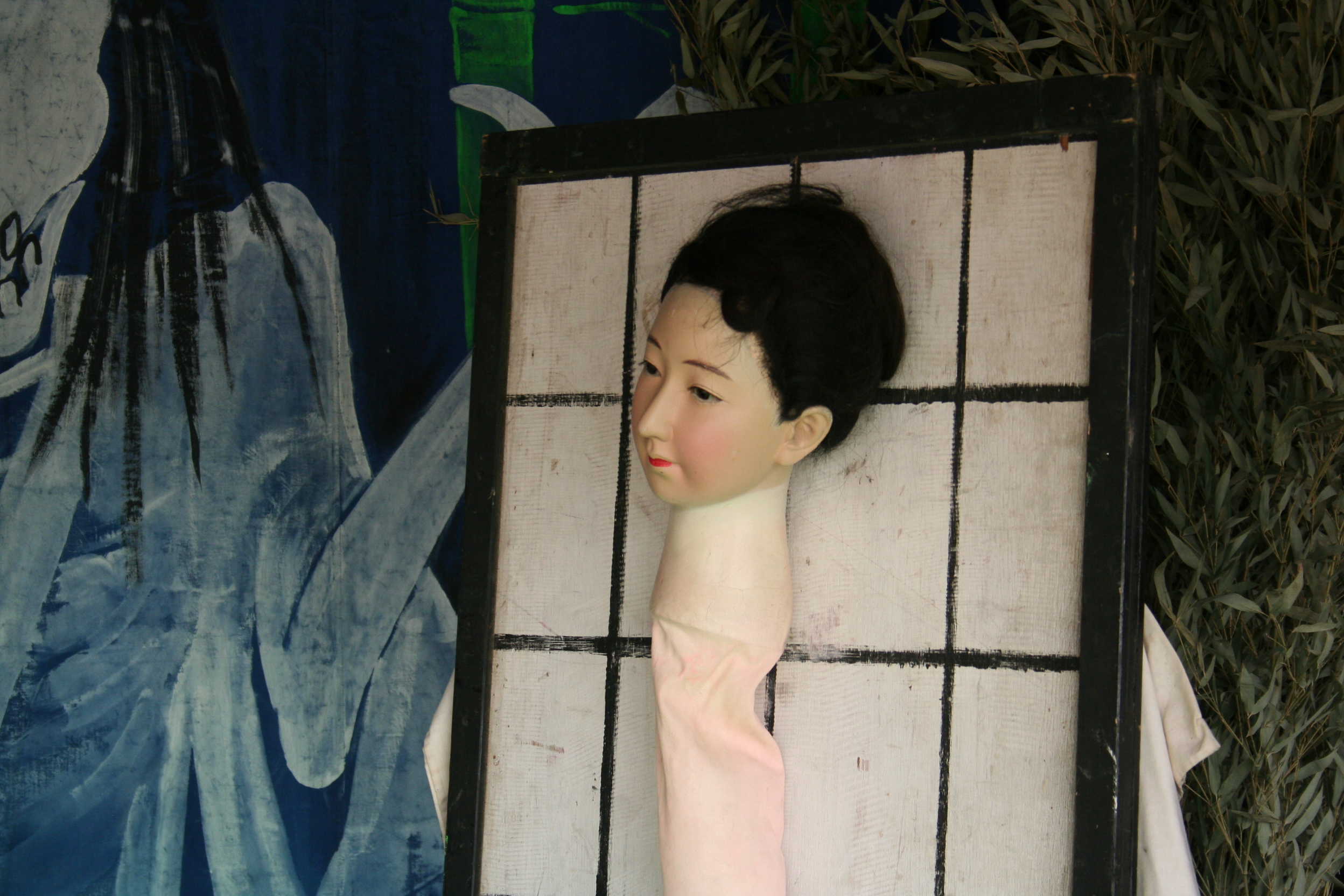
兵庫県姫路市の姫路ゆかたまつり（2010年）での「ろくろ首」の人形

内幕と等身大の人形（頭はない）を利用した奇術であり、現代の分類でいえば、人体マジックに当てはまるものである。ネタの内容は、内幕の前に着物を着せた人形を正座させ、作り物の長い首を、内幕の後ろで体を隠し、顔だけを出している女性の本物の首と、ひもで結ぶ。後は内幕の後ろで体を隠している女性が、立ったり、しゃがんだりすることによって、作り物の首を伸ばしたり、縮めたりして、あたかもろくろ首が実在するかのように見せる。明治時代の雑誌で、このネタばらしの解説と絵が描かれており、19世紀の時点で行われていたことが分かる。当時は学者により、怪現象が科学的に暴かれることが盛んだった時期であり、ろくろ首のネタばらしも、そうした時代背景がある。大正時代においても寺社の祭礼や縁日での見世物小屋で同様の興行が行われ、人気を博していた。